# タパイ

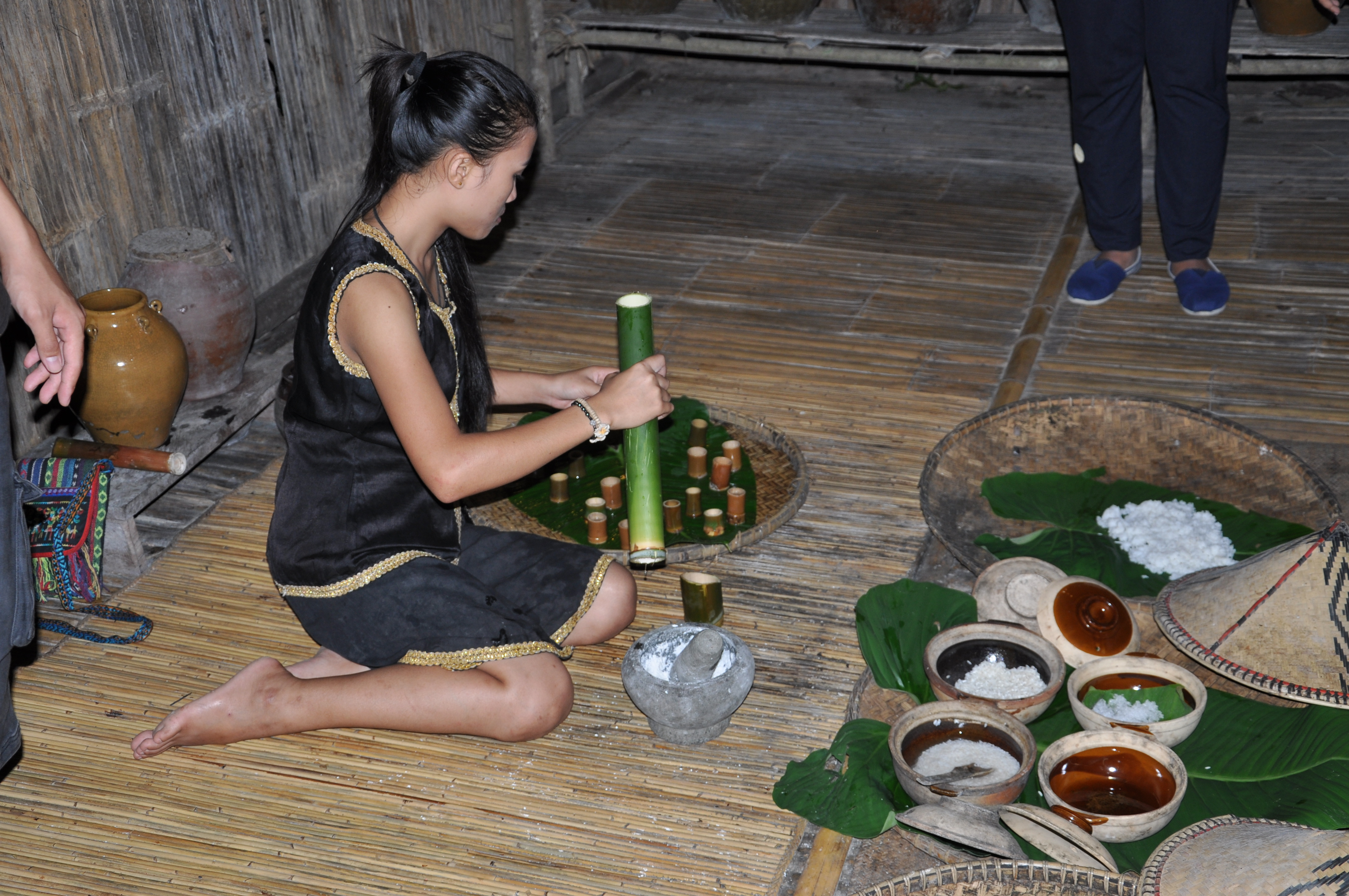
タパイを作る女性

タパイ（Tapai）はインドネシアとマレーシアの醸造酒および発酵食品。タペ（tape）とも呼ばれる。ボルネオ島北部のサバ州で作られ、壺酒として飲んだり甘酒状のスナックとして食べる事もある。

## 概要
粳米を蒸し煮し、直径1cmほどに丸める。もち米や黒米、キャッサバを用いる事もあり、キャッサバなら皮をむいて煮る。米1kgに対して約3個のラル・バタイと呼ばれる餅麹を砕いて散布し、軽く混合してから甕に入れて蓋をする。サバ州の25 - 35℃の気温で2日ほど経つと米の形が崩れ始め、発酵によりガスが発生する。スナックとする場合は、この段階で食べる。さらに液化が進み、1週間ほどでタパイが完成となる。色調はやや黄色く、アルコール度数は20%ほどである。
壺酒として飲む場合は、タパイの入った甕に水を注いで1 - 2時間置き、底まで届く長いストローを差し込んで回し飲みする。また、タパイを蒸留してハーブの根などを加えた蒸留酒も祭礼などで飲まれる。食用とする場合は、バナナの葉で包んで屋台などでも販売される。タパイを乾燥させた落雁のような菓子もある。

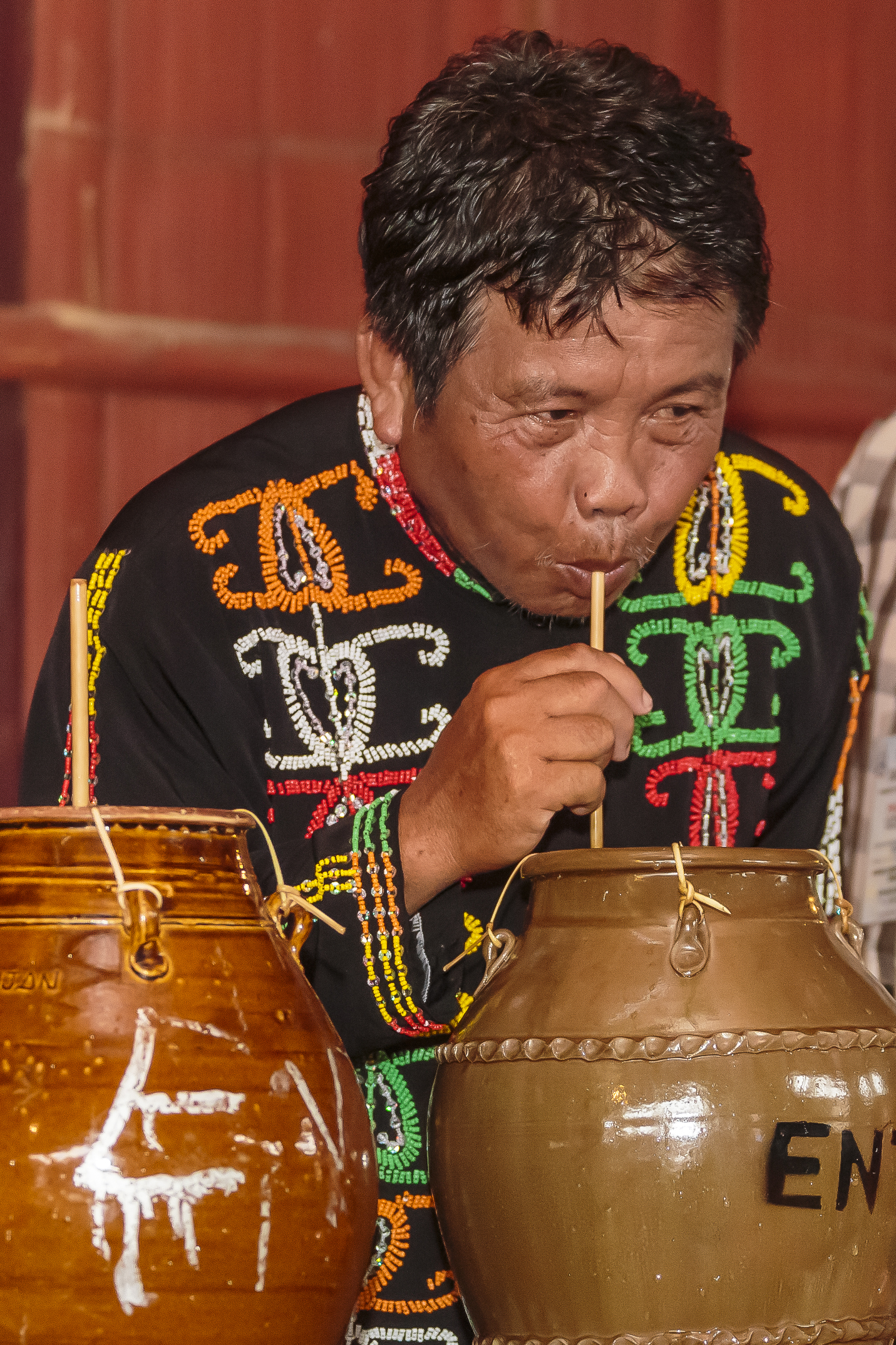
壺酒としてタパイを飲む
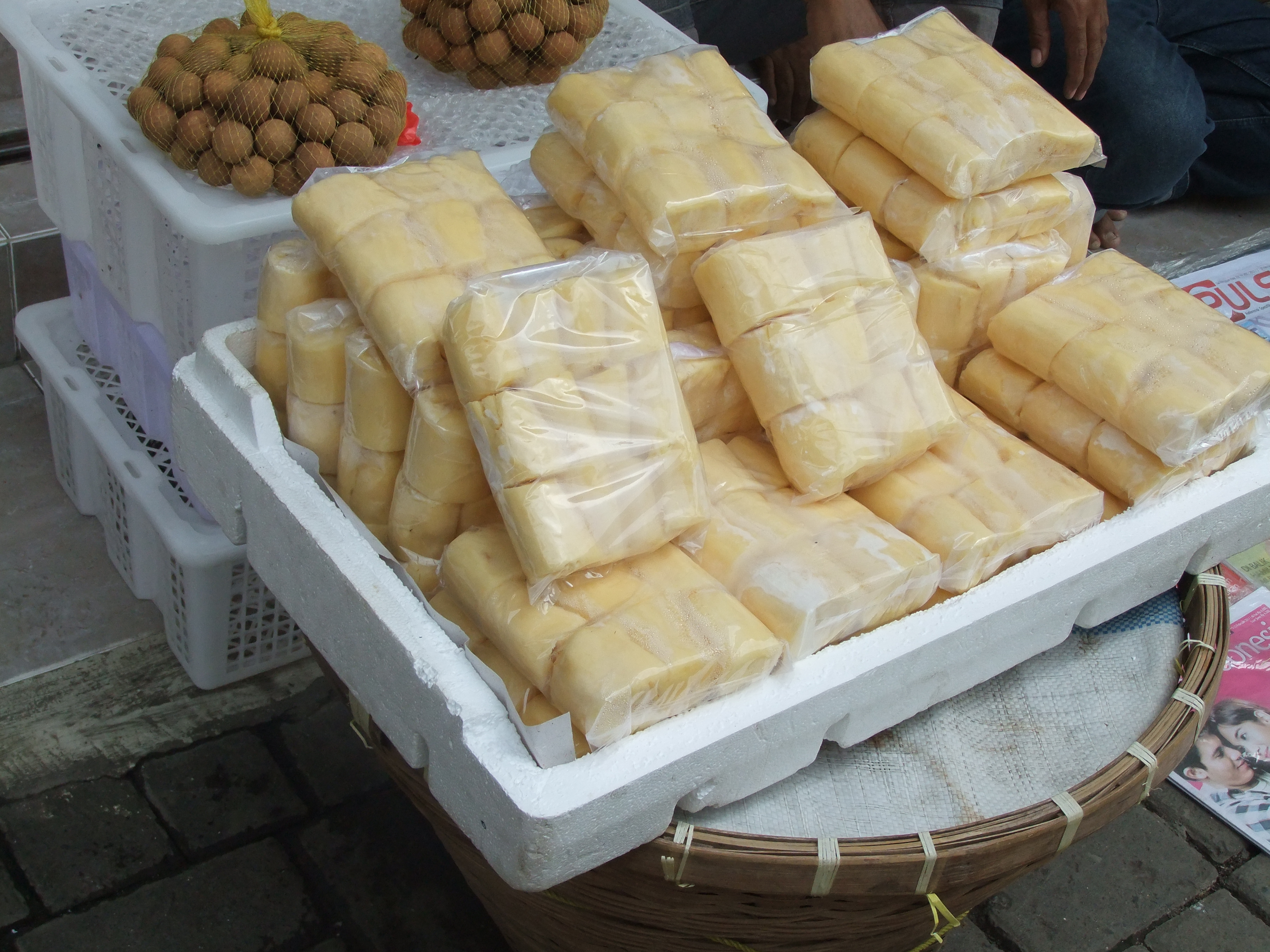
甘酒状のタパイ
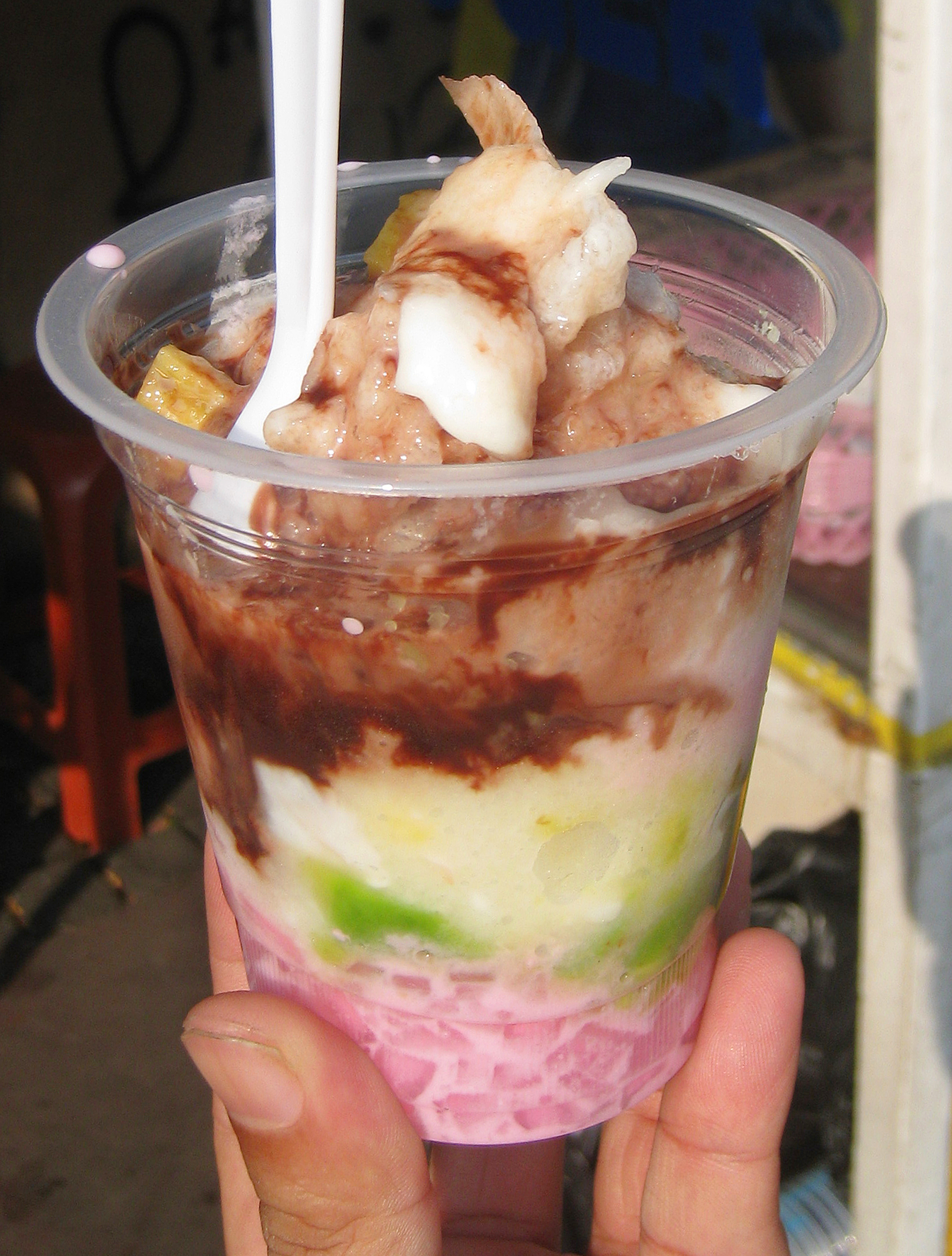
アボカドやコンデンスミルク、ココナッツミルクなどを混ぜたエス・ドジャー（英語版）
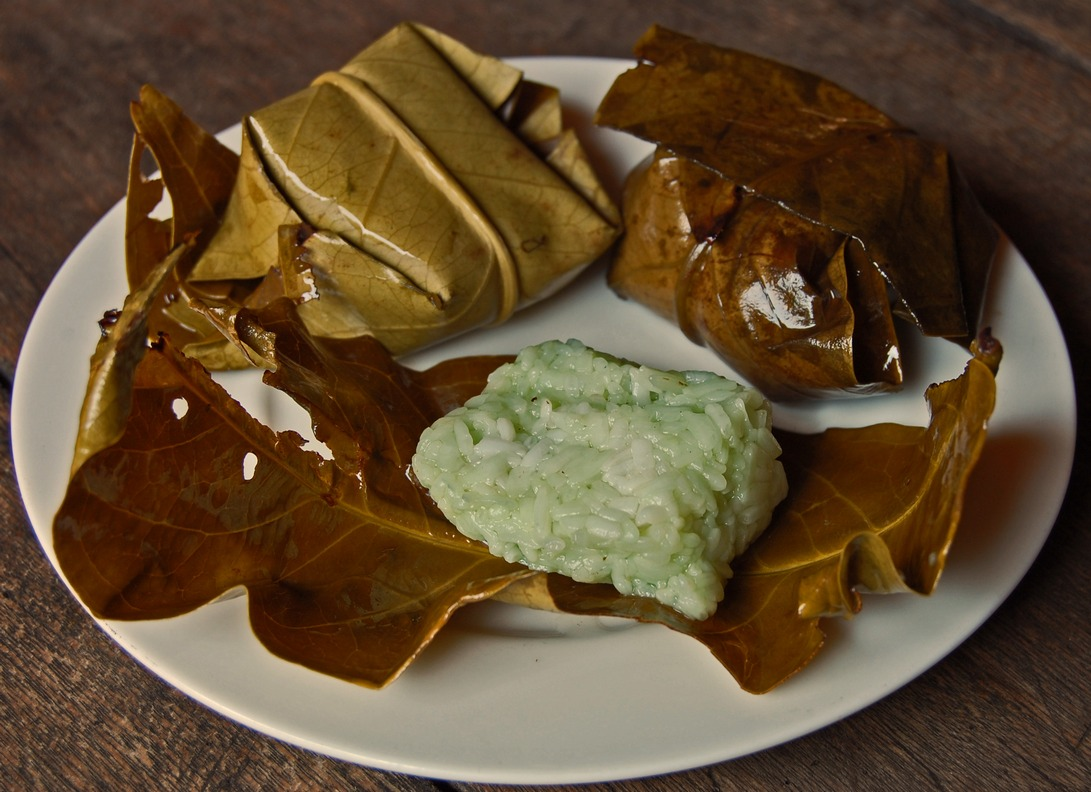
ミズレンブ（英語版）の葉で包んだタパイ